# ريجي هاردينغ
ريجي هاردينغ (بالإنجليزية: Reggie Harding)‏ مواليد 04 مايو 1942 في ديترويت - الوفاة 02 سبتمبر 1972، كان لاعب كرة سلة أمريكي. تم اختياره من قبل فريق ديترويت بيستونز خلال الدرافت. بلغ طوله 7 قدم 0 بوصة (2.1 م).

## المسيرة الاحترافية
لعب مع ديترويت بيستونز من سنة 1963 إلى 1967، ثم لعب مع شيكاغو بولز في سنة 1967، ثم لعب مع إنديانا بايسرز في موسم 1967–68 .

## روابط خارجية
- ريجي هاردينغ على موقع إن بي أي (الإنجليزية)
- ريجي هاردينغ على موقع سبورتس رفرنس (الإنجليزية)
- ريجي هاردينغ على موقع ريلجم (الإنجليزية)
- ريجي هاردينغ على موقع بروبوليرز (الإنجليزية)